# Henrijeta Konarkowska-Sokolov
Henrijeta (Henryka) Konarkowska-Sokolov, serb. Хенријета Конарковска-Соколов (ur. 14 grudnia 1938 w Inowrocławiu) – serbska szachistka polskiego pochodzenia, mistrzyni międzynarodowa od 1962, arcymistrzyni od 1986 roku.

## Kariera szachowa
W okresie powojennym należała do ścisłej czołówki polskich, a od roku 1965 – jugosłowiańskich szachistek. W 1953 r. zadebiutowała w finale mistrzostw Polski kobiet. Do 1964 r. wystąpiła we wszystkich finałach, zdobywając 6 medali: 2 złote (1958, 1964), 2 srebrne (1961, 1962) i 2 brązowe (1956, 1959). W latach 1960 i 1963 zwyciężyła również w turniejach kadry, które były eliminacjami do turniejów strefowych (eliminacji mistrzostw świata) oraz do drużyny olimpijskiej (w latach tych nie rozegrano oficjalnych turniejów o tytuł mistrzyni Polski). W roku 1963 reprezentowała Polskę na olimpiadzie w Splicie (na I szachownicy uzyskała 5½ pkt w 10 partiach). Dwukrotnie (w latach 1961 i 1964) awansowała do turniejów pretendentek, życiowy sukces osiągając w 1964 r. w Suchumi, gdzie podzieliła VII-VIII miejsce (co wówczas odpowiadało miejscu w pierwszej dziesiątce na świecie).
W roku 1965 wyszła za mąż i wyemigrowała do Jugosławii. W barwach tego kraju dwukrotnie wystąpiła na olimpiadach (w latach 1969 oraz 1972). W latach 1968 i 1971 dwukrotnie zdobyła mistrzostwo Jugosławii. W 1967 r. po raz trzeci wystąpiła w Suboticy w turnieju pretendentek do tytułu mistrzyni świata (zajmując XI-XII miejsce).
Wielokrotnie startowała w międzynarodowych turniejach, najlepsze rezultaty odnosząc w Bledzie (1957, III m.), Piotrkowie Trybunalskim (1965, II m.), Wijk aan Zee (1970, II-V m.) oraz Lublinie (1974, II-VI m.).
W 1986 r. za wyniki uzyskane w przeszłości otrzymała honorowy tytuł arcymistrzowski.